# Coopey Falls
Coopey Falls – wodospad położony w Stanach Zjednoczonych, w Oregonie w hrabstwie Multnomah. Wodospad leży na Coopey Creek, dopływie rzeki Kolumbia, niedaleko jego ujścia gdzie Kolumbia tworzy bazaltowy kanion w Wyżynie Kolumbii należącej do Gór Kaskadowych, na wysokości 127 m n/p.m.
Wodospad nie jest widoczny z drogi turystycznej wiodącej dnem kanionu (ang. Columbia Gorge Scenic Highway), lecz wiedzie do niego szlak turystyczny (Angel's Rest Hike). Jadąc drogą turystyczną od zachodu wodospad znajduje około 1,5 km za Bridal Veil Falls. Jest on dostępny pieszym szlakiem o długości około 0,6 km.